# Empedrao ceheginero
El empedrao ceheginero es un guiso tradicional de Cehegín en la Región de Murcia. Su principal ingrediente es el arroz, aunque también se le añade alubias blancas y elementos de temporada de la huerta ceheginera.

## Historia
Nació de la mano de las familias más humildes de la villa de Cehegín. En un principio solo se componía de arroz con alubias blancas o habichuelas. Según la temporada y la economía familiar lo permitía, se le echaba unos productos u otros, pero siempre de bajo coste y de las zonas y huertas cercanas a la villa, como son los conocidos níscalos de Burete.

## Actualidad
Los ingredientes en la actualidad pueden ser variados, desde productos de tierra a productos del mar que forman una deliciosa mezcla heterogénea.
Los ingredientes más utilizados son: alubias blancas, tomate, bacalao seco salado, arroz, aceite de oliva, sal, ajos tiernos, níscalos, azafrán, pimiento seco, perejil y almejas.
- Datos: Q5831624